# Іден-Прері (Міннесота)
Іден-Прері (англ. Eden Prairie) — місто (англ. city) в США, в окрузі Ганнепін штату Міннесота. Населення — 64 198 осіб (2020).

## Географія
Іден-Прері розташований за координатами 44°50′53″ пн. ш. 93°27′31″ зх. д. / 44.84806° пн. ш. 93.45861° зх. д. (44.847921, -93.458601).  За даними Бюро перепису населення США в 2010 році місто мало площу 91,12 км², з яких 84,04 км² — суходіл та 7,08 км² — водойми.

## Демографія
Згідно з переписом 2010 року, у місті мешкало 60 797 осіб у 23 930 домогосподарствах у складі 16 517 родин. Густота населення становила 667 осіб/км².  Було 25075 помешкань (275/км²).
Расовий склад населення:
| - 81,7 % — білих - 9,2 % — азіатів - 5,6 % — чорних або афроамериканців - 0,2 % — корінних американців - 1,0 % — осіб інших рас |

До двох чи більше рас належало 2,3 %. Частка іспаномовних становила 3,0 % від усіх жителів.
За віковим діапазоном населення розподілялося таким чином: 26,4 % — особи молодші 18 років, 65,0 % — особи у віці 18—64 років, 8,6 % — особи у віці 65 років та старші. Медіана віку мешканця становила 37,6 року. На 100 осіб жіночої статі у місті припадало 94,1 чоловіків;  на 100 жінок у віці від 18 років та старших — 91,0 чоловіків також старших 18 років.
Середній дохід на одне домашнє господарство  становив 134 504 долари США (медіана — 97 640), а середній дохід на одну сім'ю — 154 195 доларів (медіана — 119 686). Медіана доходів становила 80 278 доларів для чоловіків та 62 388 доларів для жінок. За межею бідності перебувало 5,0 % осіб, у тому числі 6,0 % дітей у віці до 18 років та 5,3 % осіб у віці 65 років та старших.
Цивільне працевлаштоване населення становило 34 612 особи. Основні галузі зайнятості: освіта, охорона здоров'я та соціальна допомога — 19,1 %, науковці, спеціалісти, менеджери — 18,0 %, виробництво — 14,5 %, фінанси, страхування та нерухомість — 12,4 %.